# Кызыл-Байрак (Чуйская область)
Кызыл-Байрак (кирг. Кызыл-Байрак) — село в Кеминском районе Чуйской области Кыргызстана. Входит в состав Чон-Кеминского аильного округа. Код СОАТЕ — 41708 213 842 03 0.

## География
Село расположено в правобережной части долины реки Чонг-Кемин, на расстоянии приблизительно 27 км (по прямой) к востоку-юго-востоку (ESE) от города Кемин — административного центра района. Абсолютная высота — 1532 метра над уровнем моря.

## Население
| Год     | 2009 | 2014 | 2015 |
| ------- | ---- | ---- | ---- |
| человек | 304  | 427  | 428  |